# 蛇島 (中國)
蛇島，又名小龍山，位於中华人民共和国遼東半島南端大連市對出渤海海面，離岸約7海里之遙，全島面積約為1平方公里，最高海拔215米。該島以盛產蛇島蝮而得名，而且除蛇島蝮外，目前尚未發現有其它爬蟲類動物分布島上。宋代類書《太平廣記》第四百五十六卷〈蛇一卷〉中提到「東海有蛇丘，地險，多漸洳，眾蛇居之，無人民，蛇或人頭而蛇身。」也許與蛇島有一定的關聯。物种约200,000种，超过一半是夜行生物。2024年7月26日，蛇島—老铁山入選世界遗产「中国黄（渤）海候鸟棲息地（第二期）」的擴展項目。

## 外部連結
- 地理位置
- 華夏經緯：蛇島 （页面存档备份，存于）
- 阿修羅爬蟲世界：蛇島蝮